# Calletaera jotaria
Calletaera jotaria is een vlinder uit de familie van de spanners (Geometridae). De wetenschappelijke naam van de soort werd, als Semiothisa jotaria, voor het eerst geldig gepubliceerd in 1875 door Cajetan Freiherr von Felder & Alois Friedrich Rogenhofer.

## Synoniemen
- Luxiaria gammaria Swinhoe, 1901